# Kozmikus főnyeremény
A Kozmikus főnyeremény (Dimension of Miracles) Robert Sheckley 1968-ban megjelent regényének címe.
Egy szerencsétlen kishivatalnok – Carmody – véletlenül, egy számítógépes hibának köszönhetően megüti a galaktikus lottó főnyereményét. Mint földlakó ember nem éri el a 32. osztályú létformák szintjét sem, így nincs galaktikus státusza, ám a nyereményt jogosulatlanul is megkapja, mielőtt a hibára fény derül. Hogy a nyeremény végül is micsoda, az kiderül a könyvből.

## Magyarul
- Kozmikus főnyeremény. Tudományos-fantasztikus regény; ford. Baranyi Gyula, tan. Kuczka Péter; Kozmosz Könyvek, Bp., 1980 (Kozmosz fantasztikus könyvek)